# Мечеть аль-Адилийя
Мечеть аль-Адилийя (араб. جامع العادلية‎) — куллие в Алеппо (Сирия), расположена в районе Аль-Джаллум к юго-западу от Цитадели, в нескольких метрах от мечети аль-Саффахийя.

## История
В 1556 году строительство мечети было инициировано Дукаджини Мехмедом-пашой, который был албано-османским генерал-губернатором Алеппо с 1551 по 1553 год, затем был назначен генерал-губернатором Египта. Скончался в 1557 году, а строительство мечети окончилось в 1565—1566 годах. Считалась одной из старейших мечетей османского периода в Алеппо после мечети Хусрувийя. Мечеть была построена у южного входа древнего Алеппо.
Мечеть получила название «аль-Адилийя» из-за своего расположения рядом с дворцом губернатора Дара аль-Адля, также известного как Дар аль-Саада.
Мечеть имеет большой купольный молитвенный зал, которому предшествует двойной портик. Над окнами на северной стороне и в молитвенном зале находятся ярко окрашенные плиточные панели. Вероятно, это изникская керамика из Турции.
Мечеть была почти полностью разрушена во время битвы за Алеппо летом 2014 года.